# 前田正
前田 正（まえだ ただし、1946年〈昭和21年〉12月7日 - 2013年〈平成25年〉10月28日）は、日本の政治家・実業家。衆議院議員（2期）を務めた。

## 概要
大阪府大阪市出身。義父は衆議院議員の前田治一郎。1969年関西大学工学部卒業。前田治一郎公設秘書、竜王産業代表取締役社長、自民党大阪府組織推進部長を経て、43歳だった1990年2月の第39回衆議院議員総選挙にて旧大阪2区で4度目の出馬で初当選し河本派に所属。それまでは、1986年の第38回衆議院議員総選挙、1983年の第37回衆議院議員総選挙、1980年の第36回衆議院議員総選挙で3回連続で同区で次点で繰り上げ当選も無かった。
1993年第40回衆議院議員総選挙で次点で繰り上げ当選も無かった。第41回衆議院議員総選挙で大阪4区より新進党から出馬し国政復帰、1998年1月に改革クラブ（小沢辰男代表及び石田勝之幹事長）に参加。同副代表兼国対委員長に就く。1999年国旗国歌法成立に尽力し10月5日に改革クラブと統一会派を組む公明党が自民党と自由党との間の連立政権に加わった(自自公連立政権)ことに伴い、改革クラブが閣外協力の形で連立政権に参加すると、改革クラブを代表して郵政政務次官に就任、小渕内閣第2次改造内閣・第1次森内閣で郵政政務次官を務めた。
2000年の第42回衆議院議員総選挙では、政務次官在職のまま改革クラブ公認で出馬(同選挙で同党の全公認候補4名中、他の3名と違い自身のみ公明党推薦を得られなかった）し、前回比例復活の現職閣僚中山正暉に敗北し結果的に比例復活も出来ず、民主党前職で新進党時代の仲間で前回比例単独の吉田治や日本共産党新人にも後塵を拝し落選した。2003年の第43回衆議院議員総選挙では大阪4区で民主党元職吉田の支援に回り、自らは立候補を断念し、吉田は自民党新人中山泰秀を破り国政復帰を果たした。2004年より太成学院大学総合経営学部教授。2012年退職。
2013年10月28日午前3時、心不全のため大阪市の自宅で死去。66歳没。

## 著書
- 『私の「富国防衛」論』（自費出版、1982年）